# Davide Rummolo
Davide Rummolo (n. 12 noiembrie 1977, Napoli, Italia) este un înotător ce a reprezentat Italia, medaliat olimpic. A participat la o ediție a Jocurilor Olimpice (2000) în care a câștigat o medalie de bronz.

## Participări
Lista de mai jos prezintă principalele competiții la care a participat Davide Rummolo de-a lungul carierei.
- swimming at the 2000 Summer Olympics – men's 200 metre breaststroke[*]